# Sqeezer
Sqeezer (również Squeezer) – niemiecki zespół tworzący muzykę eurodance. Zespół tworzyli Mikey Cyrox, Olivia Rehmer i Jim Reeves. Autorzy takich utworów jak „Sweet Kisses” oraz „Blue Jeans”. Wydali dwa albumy.

## Działalność muzyczna
Liderem Sqeezera był czarnoskóry Jim Reeves. Zespół swoje największe sukcesy osiągał w latach 90. XX w. Zespół sprzedał ponad milion płyt, a przebój „Sweet Kisses” znalazł się na szczycie listy przebojów w Hiszpanii w 1996 roku.

### Single
- 1995 „Scandy Randy”
- 1996 „Blue Jeans”
- 1996 „Sweet Kisses”
- 1997 „Saturday Night”
- 1997 „Tamagotchi (Tschoopapa...)”
- 1997 „Get It Right (mit Mola Adebisi & Bed & Breakfast)”
- 1998 „Without You”
- 1998 „Wake Up!”
- 1998 „Let The Music Heal Your Soul – mit den Bravo All Stars”
- 1999 „Wishing You Were Here”
- 2001 „Remember Summertime”
- 2002 „3 Times”
- 2004 „Hot Ski Teeny”
- 2004 „Hot Bikini”
- 2006 „Drop Your Pants”
- 2008 „High Heels”
- 2008 „Hey Helicopter” – DJ Beatboy feat. Squeezer”
- 2010 „High Heels” – New Mixes 2010”

### Albumy
- 1996 Drop Your Pants – złota płyta w Polsce[3]
- 1998 Streetlife

## Zabójstwo lidera
W styczniu 2016 r. Jim Reeves zatrzymał się w Berlinie w hostelu „Happy Go Lucky” przy Stuttgarter Platz, w pokoju, który dzielił z dwoma Polakami – Pawłem A. i Adamem K. Został przez współlokatorów skatowany i zgwałcony ostrym narzędziem. Zmarł w wyniku obrażeń wewnętrznych, a jego ciało odnaleziono 1 lutego. Zabójstwo miało podłoże homofobiczne. Obydwu Polaków ujęto – pierwszego sprawcę zlokalizowano w polskim więzieniu, drugiego ujęto w Hiszpanii. We wrześniu 2017 r. ruszył proces w tej sprawie.